# Karate la Jocurile Olimpice de vară din 2020 - +61 kg (feminin)
Proba de karate categoria +61 de kg feminin de la Jocurile Olimpice de vară din 2020 de la Tokyo a avut loc la data de 7 august 2021, la Nippon Budokan.

## Program
Orele sunt ora Japoniei (UTC+9) 
| Data                   | Timp              | Etapă                                |
| ---------------------- | ----------------- | ------------------------------------ |
| Sâmbătă, 7 august 2021 | 14:00 19:20 19:55 | Etapa eliminatorie Semifinale Finala |

## Formatul competiției
Competiția a început cu o etapă tip turneu cu două grupe, urmată de o singură etapă de eliminare. Fiecare grupă a fost formată din patru sau cinci sportive, sportiva care a terminat prima în grupa A urma să întâlnească sportiva care a terminat a doua în grupa B în semifinale și viceversa. Nu au existat meciuri pentru medalia de bronz la evenimentele de kumite. Cele care au pierdut semifinalele au primit fiecare o medalie de bronz.

## Rezultate

### Grupe

#### Grupa A
| L | Sportiv                | J | V | E | Î | P | Calificare |
| - | ---------------------- | - | - | - | - | - | ---------- |
| 1 | Irina Zaretska (AZE)   | 4 | 3 | 0 | 1 | 6 | Semifinale |
| 2 | Sofya Berultseva (KAZ) | 4 | 2 | 1 | 1 | 5 | Semifinale |
| 3 | Silvia Semeraro (ITA)  | 4 | 2 | 0 | 2 | 4 |            |
| 4 | Ayumi Uekusa (JPN)     | 4 | 2 | 0 | 2 | 4 |            |
| 5 | Meltem Hocaoğlu (TUR)  | 4 | 0 | 1 | 3 | 1 |            |

| L | Sportiv                | J | V | E | Î | P | Calificare |
| - | ---------------------- | - | - | - | - | - | ---------- |
| 1 | Feryal Abdelaziz (EGY) | 4 | 2 | 1 | 1 | 5 | Semifinale |
| 2 | Gong Li (CHN)          | 4 | 2 | 1 | 1 | 5 | Semifinale |
| 3 | Elena Quirici (SUI)    | 4 | 2 | 1 | 1 | 5 |            |
| 4 | Hamideh Abbasali (IRI) | 4 | 2 | 0 | 2 | 4 |            |
| 5 | Lamya Matoub (ALG)     | 4 | 0 | 1 | 3 | 1 |            |

Notă:
1.^Puncte câștigate: EGY–14; CHN–13; SUI–10.

### Runda eliminatorie
|  | Semifinale             | Semifinale             |                      |   | Finala | Finala |
|  |                        |                        |                      |   |        |        |
|  |                        |                        |                      |   |        |        |
|  |                        |                        |                      |   |        |        |
|  | Irina Zaretska (AZE)   | 7                      |                      |   |        |        |
|  | Irina Zaretska (AZE)   | 7                      |                      |   |        |        |
|  | Gong Li (CHN)          | 2                      |                      |   |        |        |
|  | Gong Li (CHN)          | 2                      | Irina Zaretska (AZE) | 0 |        |        |
|  |                        |                        | Irina Zaretska (AZE) | 0 |        |        |
|  |                        | Feryal Abdelaziz (EGY) | 2                    |   |        |        |
|  | Feryal Abdelaziz (EGY) | Feryal Abdelaziz (EGY) | 2                    | 5 |        |        |
|  | Feryal Abdelaziz (EGY) |                        |                      | 5 |        |        |
|  | Sofya Berultseva (KAZ) | 4                      |                      |   |        |        |
|  | Sofya Berultseva (KAZ) | 4                      |                      |   |        |        |